# ダニエル・オズボーン
ダニエル・オズボーン (Daniel Osbourne) は、アメリカ合衆国のテレビドラマ「バフィー 〜恋する十字架〜」に登場する架空の人物。愛称はオズ。演じた俳優はセス・グリーン。

## 略歴
昼はサニーデール高校の生徒、夜はブロンズに所属するバンド『Dingoes Ate My Baby』のギタリスト。
初登場は第2シーズンの『インカ帝国のミイラ王女』。『ハロウィン』のラストシーンでウィローに一目ぼれ。『狼たちの夜』で自分が狼男だと気づく。その後、ウィローと同じ大学に通うが、第4シーズンの『ワイルド・アット・ハート』で浮気がばれ、チベットへ移住。
シーズン終盤の『新しい月が登るとき』で再びサニーデールに戻るが、ウィローとタラの関係を知り、再びチベットへ旅立つ。その後現地の女性と結婚、一子をもうける。

## 関連する人物
ウィロー・ローゼンバーグ
高校時代の恋人
ベルーカ
大学時代に出会った女。正体は人狼。
ベイ
オズの妻。